# هانس گایگر
هانس گایگر (انگلیسی: Hans Geiger؛ زاده ۳۰ سپتامبر ۱۸۸۲ – درگذشته ۲۴ سپتامبر ۱۹۴۵) یک فیزیک‌دان اهل آلمان بود.
از اختراعات مشهور او می توان شمارشگر گایگر را نام برد که وسیله ای برای اندازه گیری میزان آلودگی‌های رادیواکتیو می باشد. ساخت و طراحی آزمایش ورقه طلای رادرفورد نیز نتیجه تلاش و مهندسی هانس گایگر و دستیارش ارنست مارزدن می باشد.